# Miguel Murillo
Miguel Murillo (La Paz, 24 de març de 1898 - 12 de febrer de 1968) fou un futbolista bolivià de la dècada de 1930.
Participà amb la selecció boliviana de futbol a la Copa del Món de futbol de 1930, però no arribà a debutar amb la selecció. Pel que fa a clubs, defensà els colors del Club Bolívar.